# Асд-Сара
Асд-Сара (перс. اسدسرا) — село в Ірані, у дегестані Отаквар, у бахші Отаквар, шагрестані Лянґаруд остану Ґілян. За даними перепису 2006 року, його населення становило 22 особи, що проживали у складі 5 сімей.